# Boa Vista (Leiria)
Boa Vista is een plaats (freguesia) in de Portugese gemeente Leiria en telt 1926 inwoners (2001).